# 郑闻
郑闻（？—1174年），字仲益，开封府（今河南省开封市）人。南宋大臣，宋孝宗时参知政事。
建炎南渡后，郑闻寓居嘉兴。游学华亭，与钱良臣同舍。宋高宗绍兴二十一年（1151年）郑闻中进士。绍兴三十二年（1162年），任秘书丞，官至吏部员外郎。宋孝宗乾道六年（1170年），以中书舍人兼侍讲，兼直学士院。乾道七年（1171年），以宝文阁待制奉祠，召为礼部侍郎。乾道八年（1172年），以刑部侍郎兼直学士院，权刑部尚书兼侍读兼修玉牒官。乾道九年（1173年）正月，转任端明殿学士，签书枢密院事，十月，担任参知政事。次年三月罢职，以资政殿大学士宣抚四川，七月，又转任参知政事，十月卒，谥正献。今存词残句词《瑞鹤仙·赠官妓周韵》。《甕牖闲评·卷五》评此词说：“其词固佳也，但天上岂是作欢处，其亵慢又甚于少游。”